# Boca do Monte
Boca do Monte (pronunciación portuguesa: [b'okA du m'öti], ‘boca de la colina’) es un barrio del distrito de Boca do Monte, en el municipio de Santa Maria, en el estado brasileño de Río Grande del Sur. Está situado en el oeste de Santa Maria.

## Villas
El barrio contiene las siguientes villas: Boca do Monte, Cabeceira do Raimundo, Caixa d'Água, Canabarro, Cezarpina, Colônia Pedro Stok, Corredor dos Pivetas, Durasnal, Estação Experimental de Silvicultura, Estância Velha, Filipinho, Lajeadinho, Parada Link, Passo da Ferreira, Picada dos Bastos, Quebra Dente, Quilombo das Vassouras, Rincão do Barroso, Rincão dos Flores, Santo Antônio, Vila Boca do Monte, Vila Esmeralda.
| Noroeste: São Pedro do Sul                   | Norte: São Pedro do Sul São Martinho da Serra | Nordeste: Santo Antão               |
| Oeste: São Pedro do Sul Dilermando de Aguiar |                                               | Este: Agroindustrial Tancredo Neves |
| Suroeste: Dilermando de Aguiar               | Sur: São Valentim                             | Sureste: Boi Morto                  |